# Padang Gelb
Padang Gelb ist der Handelsname für einen chinesischen Granit. 
Padang Gelb ist mittelkörnig und gelb- bis rosafarbig. Der Granit wird international seit den 1980er-Jahren als Dekorstein und Naturwerkstein und im Garten- und Landschaftsbau verwendet.
In China wird dieser Stein nach der chinesischen Norm GB/T 17670 als G3582 bezeichnet.
International existieren mehr als 60 verschiedene Handelsnamen, z. B. Giallo Ming, Light Golden Sand, Rust Stone, Yellow Star etc.
Herkunft: Provinz Fujian, Shijing